# Dura (Hebrom)
Dura (em árabe: دورا) é uma cidade palestina localizada a onze quilômetros a sudoeste de Hebrom, no sul da Cisjordânia, no Governorado de Hebrom do Estado da Palestina. De acordo com o Escritório Central de Estatísticas da Palestina, a cidade tinha uma população de 39.336 habitantes em 2017. O atual prefeito é Ahmad Salhoub.
Em 1517, Dura foi incorporada ao Império Otomano junto com o resto da Síria. No final do período otomano e início do período do Mandato, Dura era o único assentamento permanente na crista sudeste das terras altas centrais. Começando como uma vila e evoluindo para uma cidade, espalhou-se por grandes territórios, tornando-se um centro para famílias influentes, coletivamente chamadas de Abu-Darham.
Após o Mandato Britânico, na sequência da Guerra Árabe-Israelense de 1948, Dura ficou sob o domínio jordaniano. Dura foi estabelecida como um município em 1º de janeiro de 1967, cinco meses antes de ser ocupada por Israel após a Guerra dos Seis Dias. Desde 1995, tem sido governada pela Autoridade Nacional Palestina, como parte da Área A da Cisjordânia e como parte da governorado de Hebrom do Estado da Palestina.

## Etimologia
O nome atual de Dura foi identificado com a antiga Adoraim [en] ou a Adora de 1 Mac.13.20. A vila foi originalmente construída em duas colinas: Dura al-‘Amaira e Dura al-Arjan, possivelmente refletindo o número gramatical dual do nome Adoraim, que também poderia ser uma vila dupla durante a antiguidade.

## História

### Arqueologia
Cisternas antigas e fragmentos de mosaicos foram encontrados em Dura.
O assentamento foi mencionado nas Cartas de Amarna já no século XIV a.C. e no Papiro de Anastasi I.
Uma mansão do século I d.C., habitada até a Primeira Guerra Judaico-Romana (66-73 d.C.), foi parcialmente escavada perto de Dura, em Khirbet Moraq. A casa no centro da propriedade continha um banho e consistia em quartos cercados por um pátio aberto e com colunatas na frente. Segundo uma inscrição, a casa pertencia a uma família judaica. Este design de plano de casa "introvertido" característico desenvolveu-se na área durante o Período Helenístico. A cidade manteve seu caráter judaico pelo menos até o fim da Revolta de Bar Kokhba (135 d.C.).

### Período Islâmico Inicial
Mocadaci, escrevendo por volta de 985 d.C., observou que a Palestina era famosa por seus vinhedos e um tipo de passa chamado Dūrī, supostamente originário de Dura.

### Período Otomano
Em 1517, a vila foi incorporada ao Império Otomano com o resto da Palestina. Em 1596, apareceu nos registros fiscais [en] como estando na Anaia de Khalil do Liwa [en] de Quds. Tinha uma população de 49 famílias muçulmanas. Os moradores pagavam uma taxa fixa de 33,3% sobre produtos agrícolas, incluindo trigo, cevada, azeitonas, vinhas ou árvores frutíferas, e cabras ou colmeias; um total de 10.000 akçe.
De acordo com um estudo de William F. Albright, Beduínos invadiram Dura no século XVII. Como resultado, novas famílias tornaram-se dominantes, substituindo a população anterior. Residentes de várias vilas na governorado de Ramallah, como At-Tira [en], Beit 'Anan [en], Beit Ur al-Fauqa [en], e Dura al-Qar' [en], traçam sua ascendência até Dura.
Durante o final do período otomano e início do período do Mandato, Dura era o único assentamento permanente na crista sudeste das terras altas centrais. Começando como uma vila e evoluindo para uma cidade, expandiu-se por extensos territórios, tornando-se um campo de batalha para famílias influentes, conhecidas coletivamente como Abu-Darham, particularmente as hamulas al-'Amr, Namura, Dudeen e Hajji. Essas famílias, associadas aos bairros 'Amr e 'Arjan, frequentemente disputavam o domínio. Algumas famílias Abu-Darham reivindicavam ascendência não nativa, tendo se integrado à vila durante o século XVIII. Estabelecer alianças com tribos beduínas provou-se vantajoso. 'Abd al-Rahman al-'Amr, um governante proeminente, buscou refúgio entre a tribo beduína Tiaha após escapar de uma prisão em Jerusalém após sua revolta nos anos 1850. Essa conexão ajudou a deter incursões beduínas e facilitou expansões territoriais pacíficas para Dura.
Em 1834, os habitantes de Dura participaram de uma rebelião [en] contra o egípcio Ibrahim Paxá, que controlou a área entre 1831 e 1840. Quando Robinson visitou em 1838, ele descreveu Dura como uma das maiores vilas da área e a residência dos Xeiques de ibne Omar, que anteriormente governavam a região.
Em 1863, o explorador francês Victor Guérin [en] visitou o local e observou que "Fragmentos de colunas antigas e um bom número de pedras cortadas retiradas de construções antigas e incorporadas nas casas árabes mostram a antiguidade do lugar. Duas casernas, especialmente, foram construídas dessa maneira. Acima da porta de uma, um bloco que forma o lintel foi outrora ornamentado com molduras, agora muito mutiladas. Perto da cidade há um célebre wely [en] no qual repousa um sarcófago colossal, contendo, dizem, o corpo de Noé."
Uma lista de vilas otomanas de cerca de 1870 constatou que Dura tinha uma população de 420 homens, em 144 casas. Em 1877, o tenente Kitchener mandou açoitar publicamente alguns meninos em Dura após um incidente em que pedras foram jogadas em um membro da equipe de pesquisa do Fundo de Exploração da Palestina [en] (PEF).
Em 1883, a Pesquisa da Palestina Ocidental [en] do PEF descreveu Dura como "Uma vila grande e próspera na encosta plana de uma colina, com terreno aberto a leste por cerca de uma milha. Esta planície é cultivada com milho. Ao norte de Dura há algumas oliveiras, e outras ao sul. As casas são de pedra. Ao sul da vila há dois Mukams com cúpulas brancas; e a oeste, mais alto que a vila, está o túmulo de Neby Nuh (Profeta Noé). Perto destes, há sepulcros escavados na rocha. O local é bem suprido por três nascentes a leste e uma ao sul."

### Mandato Britânico
Em 1921, ocorreu um conflito violento entre Dura e a cidade vizinha de Ad-Dhahiriya [en]. Ele foi resolvido com a imposição de uma multa pesada de 20.000 libras egípcias aos "bandidos" de Dura.

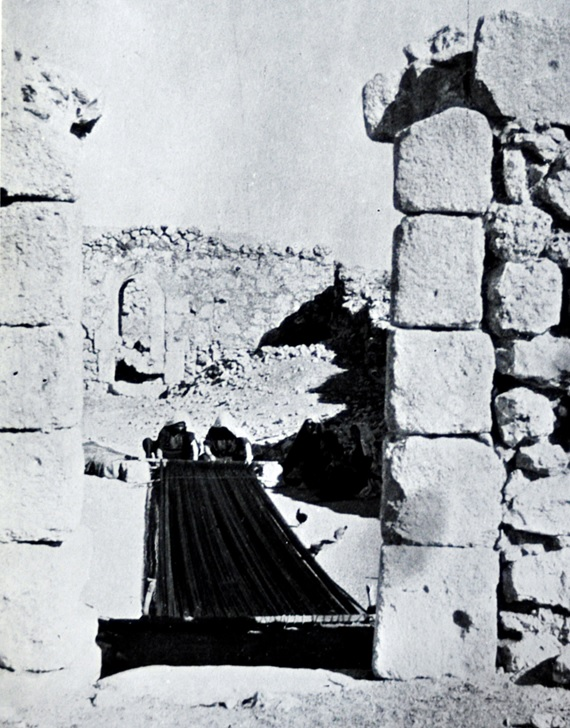
Mulheres tecendo tapete em um tear de chão em Dura, anos 1930

No Censo da Palestina de 1922 [en], conduzido pelas autoridades do Mandato Britânico, Dura foi dividida em Dura al-‘Amaira, com 2.565 habitantes, e Dura al-Arjan, com 3.269 habitantes; um total de 5.834, todos muçulmanos. O relatório do censo de 1931 [en] escreveu que "a vila no subdistrito de Hebrom, comumente conhecida como Dura, é um conjunto de localidades vizinhas, cada uma com um nome distinto; e, enquanto Dura é um exemplo notável de aglutinação vizinha, o fenômeno não é incomum em outras vilas". O total de 70 locais listados no relatório tinha 1.538 casas habitadas e uma população de 7.255 muçulmanos.
Nas estatísticas de 1945 [en], a população de Dura era de 9.700, todos muçulmanos, que possuíam 240.704 dunams de terra, segundo uma pesquisa oficial de terra e população. 3.917 dunams eram plantações e terras irrigáveis, 90.637 para cereais, enquanto 226 dunams eram terras construídas (urbanas). As terras da vila de Dura cobriam, neste período, cerca de 240 square kilometres (93 sq mi), que incluíam 99 locais de assentamento em ruínas.

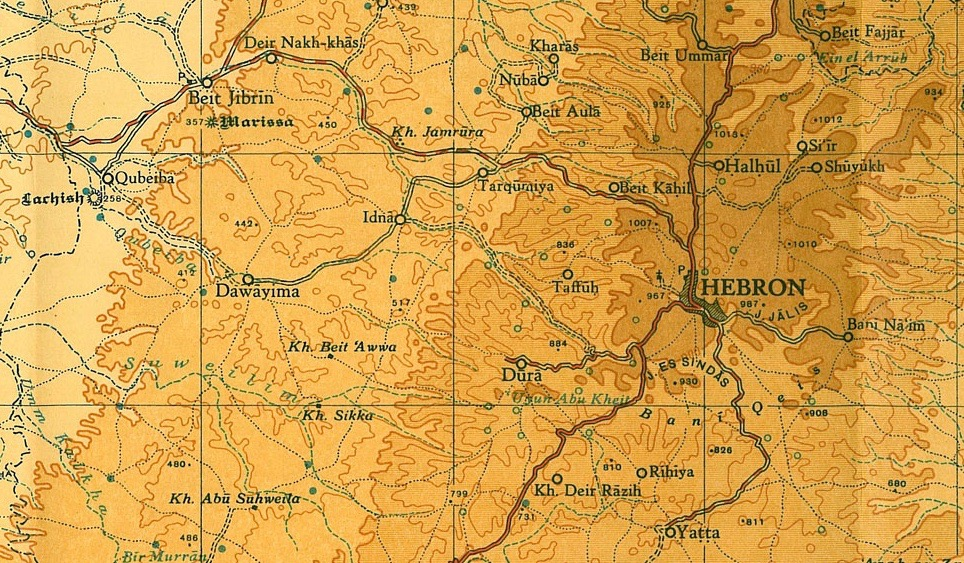
Dura 1945 1:250,000

### Domínio Jordaniano
Na sequência da Guerra Árabe-Israelense de 1948 e após os Acordos de Armistício de 1949, Dura ficou sob domínio jordaniano. Em 1961, a população de Dura era de 3.852.

### Pós-1967
Desde a Guerra dos Seis Dias em 1967, Dura está sob ocupação israelense. A população no censo de 1967 conduzido pelas autoridades israelenses era de 4.954.

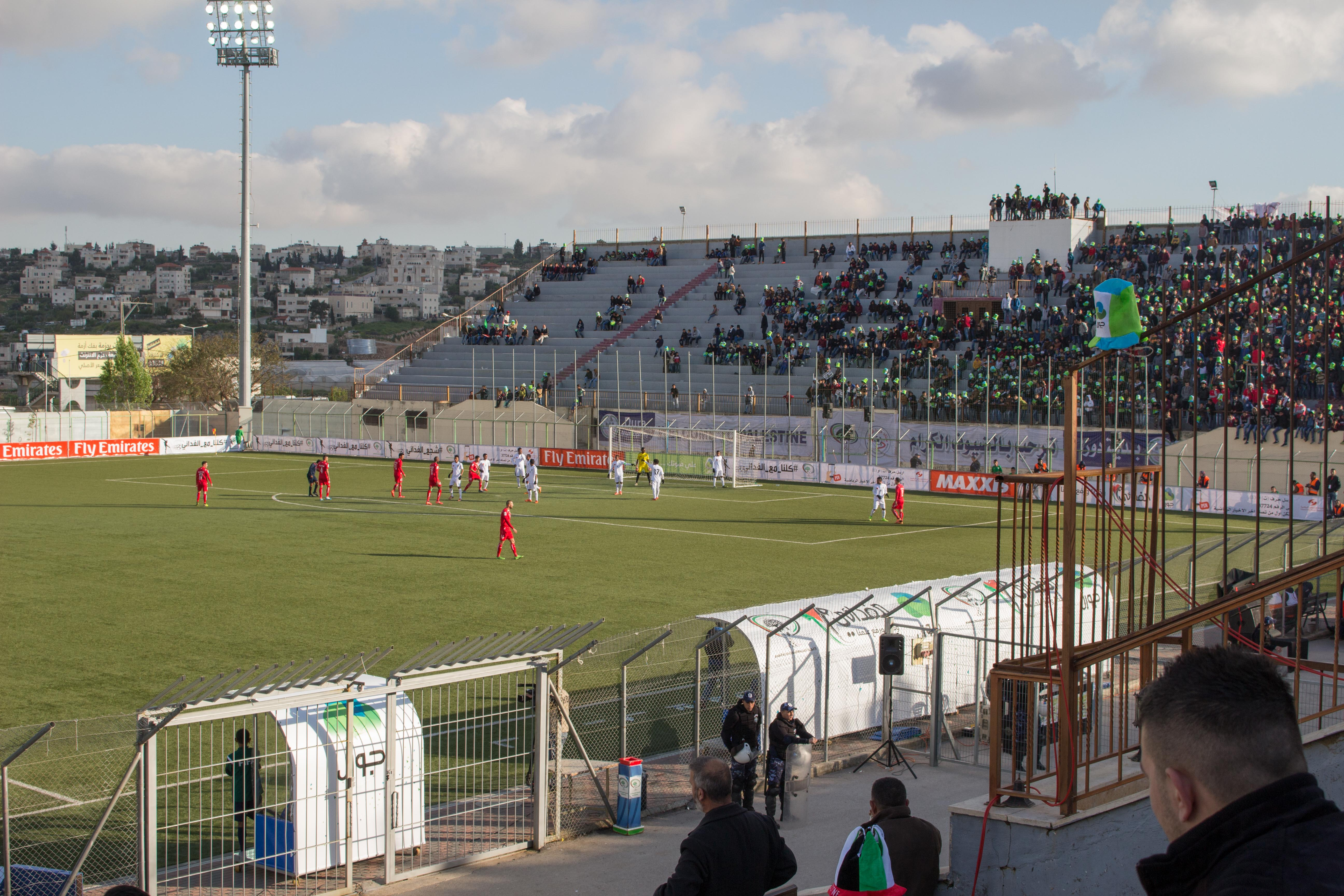
Estádio internacional de Dura

O município de Dura foi estabelecido em 1º de janeiro de 1967, cinco meses antes de ser ocupado por Israel durante a Guerra dos Seis Dias. Após a Autoridade Nacional Palestina receber o controle da cidade em 1995, um comitê local foi criado para prevenir a confiscação de terras da cidade e o conselho municipal foi expandido. Muitos ministérios e instituições governamentais palestinas abriram escritórios em Dura, reforçando seu papel na política palestina. Em 1999, o primeiro-ministro israelense Ehud Barak propôs a construção de uma ponte ligando Beit Hanoun e Dura, para conectar a Cisjordânia com a Faixa de Gaza.
Em 2011, o Estádio Internacional de Dura foi renovado. Ele pode acomodar até 18.000 espectadores e sedia jogos nacionais e internacionais.

O Centro de Reabilitação Municipal de Dura auxilia residentes da Autoridade Palestina com necessidades especiais e deficiências de desenvolvimento. Terapia ocupacional, reabilitação visual para deficientes visuais e programas de alcance comunitário estão entre os serviços oferecidos.

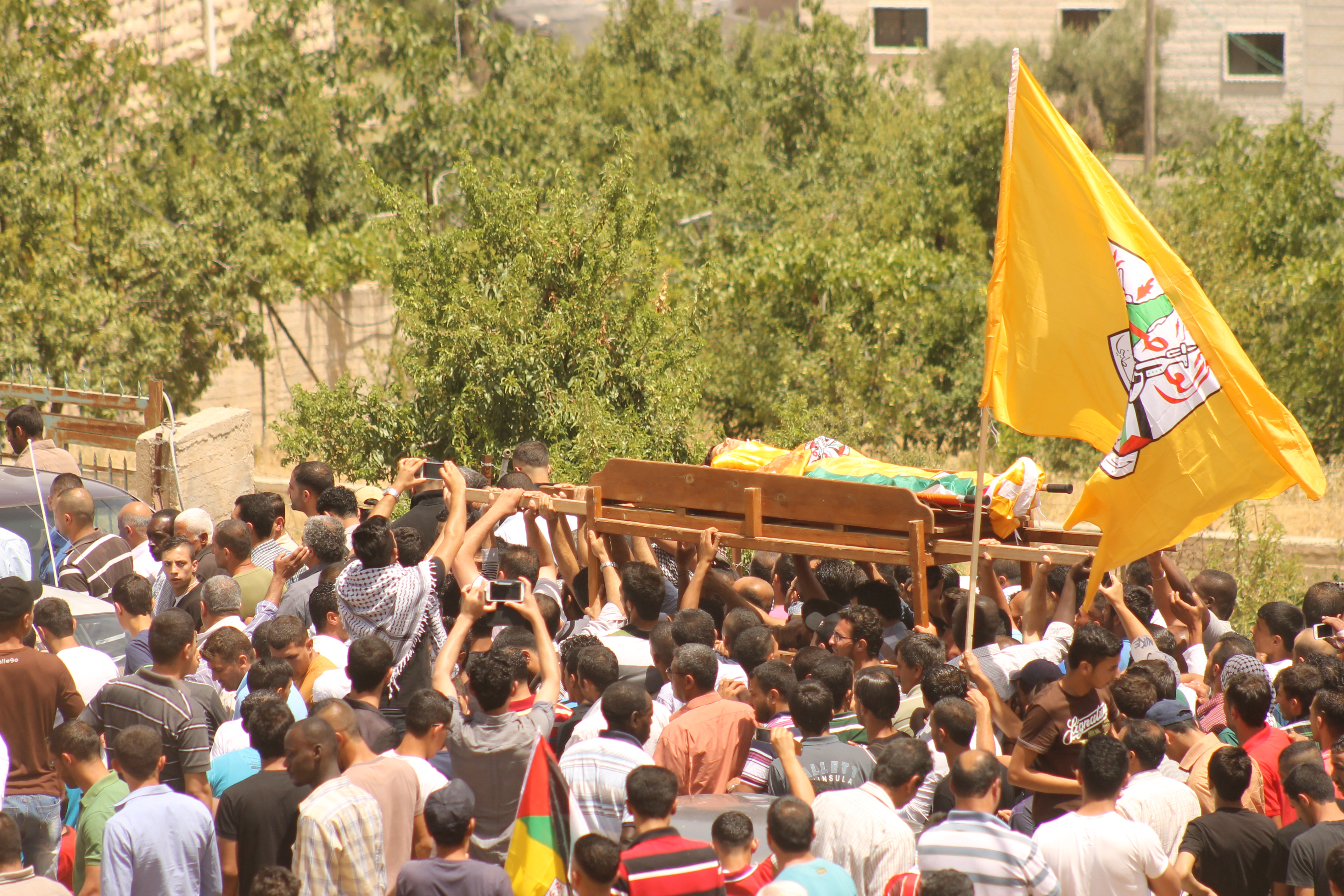
Funeral de Mohammed Dudin

Em junho de 2014, durante a busca pelos três adolescentes sequestrados, 150 soldados israelenses invadiram o bairro Haninia de Dura em uma operação ao amanhecer para deter uma pessoa e foram recebidos por jovens e meninos jogando pedras. Um soldado israelense atirou e matou um adolescente que estava entre os lançadores de pedras [en], Mohammed Dudeen, de 13 ou 15 anos.
A cidade tem enfrentado uma crise de água desde a ocupação israelense e foi descrita como "uma das mais privadas de água na Cisjordânia". A cidade não possui poços ou reservatórios e depende de um único cano para seu suprimento principal de água.

### Assentamento Israelense
O assentamento israelense de Adora, Har Hevron [en] está localizado a 4 quilômetros ao norte da cidade nas Montanhas da Judeia e tem, por estimação, 474 habitantes. A comunidade internacional considera os assentamentos israelenses na Cisjordânia ilegais sob o direito internacional.

## Demografia
Dura é lar de vários clãs, como Al Swaty, Al 'Amayra, Amro, Al Sharha, Al Darweash, Al Maslamea', Al Darbeai' e Al Awawda'. O clã Al 'Amayra (ou 'Amr), com famílias como Haji e Muhammad, tem raízes antigas em Dura. Eles possuíam terras na área e permitiam que famílias migrantes cultivassem e utilizassem algumas terras como arrendatários.
De acordo com um relato, a família Maslamea' veio de Bet-Jalla.
Outro clã importante em Dura é o clã Rajoub, com figuras conhecidas como Jibril Rajoub [en]. Cerca de 6.000 pessoas compõem este clã, e eles também vivem em vilas derivadas de Dura, incluindo al-Kum, Beit Maqdum, Humsa e Ikrisa. Com base no relato de um membro da família, a tradição oral da família Rajoub liga suas raízes a um judeu iemenita que se converteu ao Islã há séculos.

## Marcos
Uma lenda palestina local afirma que o patriarca Noé, na tradição islâmica chamado "(Nabi) Nūh", foi enterrado em Dura, e um santuário lá comemora essa tradição.